# Eric Hill
Eric Hill (Londen, 7 september 1927 – 6 juni 2014) was een Engelse kinderboekenschrijver die vooral bekend werd met de boeken van Dribbel.
Hij bedacht de gevlekte pup Dribbel speciaal voor zijn zoontje Christopher. Hij maakte een boekje waar Dribbel zich achter flapjes verstopte. Zijn zoon moest de pup dan zien te vinden. Het eerste boekje dat verscheen heette Waar is Dribbel? en werd een bestseller.
Het boekje verscheen voor het eerst in 1980.
Later maakte Eric Hill allerlei soorten boeken, waaronder prentenboeken, blokboekjes en bad- en stoffenboekjes. Dribbel heeft zijn populariteit te danken aan de eenvoudige, kleurrijke tekeningen en de onderwerpen die aansluiten bij de belevingswereld van jonge kinderen.
- Bibsys: 90087087
- Biblioteca Nacional de España: XX853633
- Bibliothèque nationale de France: cb11907520j (data)
- Catàleg d'autoritats de noms i títols de Catalunya: 981058529692606706
- CiNii: DA05308819
- Gemeinsame Normdatei: 102102628X
- International Standard Name Identifier: 0000 0001 2103 3934
- Library of Congress Control Number: nb2003057236
- Nationale Bibliotheek van Letland: 000013307
- MusicBrainz: 89d82fa5-9a42-4a1e-943f-4676c4aec33e
- Bibliotheek van het Japanse parlement: 00443320
- Nationale Bibliotheek van Tsjechië: pna2006352689
- Nationale bibliotheek van Australië: 35194601
- Nationale Bibliotheek van Israël: 987007311755805171
- Nederlandse Thesaurus van Auteursnamen: 068756313
- RKD-Nederlands Instituut voor Kunstgeschiedenis: 357715
- LIBRIS: 344201
- SNAC: w6s77ghj
- Système universitaire de documentation: 026922169
- Trove: 860041
- Virtual International Authority File: 100252856
- WorldCat: E39PBJtCDkCbGHJyymrFDWc773

1. ↑  Freebase Data Dumps.